# 한국치의학교육평가원
한국치의학교육평가원(韓國齒醫學敎育評價院, Korean Institute of Dental Education and Evaluation, 약칭: 치평원, KIDEE)은 치의학교육과 치과의료서비스의 질적 수준향상을 위하여 치의학 및 관련 교육 전반에 대한 연구, 개발, 평가의 기능을 공정하게 수행하고, 구강보건과 치과의료 관련 정책과 제도 등에 관한 연구를 통하여 국민구강보건 향상에 기여하기 위해 설립된 대한민국 보건복지부 소관 재단법인이다. 서울특별시 성동구 광나루로 257 대한치과의사협회 회관 202호에 위치하고 있다.
고등교육법과 의료법의 개정을 통해 의료인교육에 대한 평가인증의 법제화를 이루었고, 교육부의 인정기관 지정 역시 획득하였다. 2019년 두번째로 이루어진 교육부의 인증기관 지정 심의도 성공적으로 통과하여 2020년부터 5년간의 치의학교육 평가인증기관 지정을 새롭게 받았다. 현재 전국의 11개 치과대학 치의학전문대학원에 대한 평가인증을 2차례의 주기에 따른 평가와 이후의 지속적 평가의 형태로 수행해왔으며, 지난 2019년 강릉, 경희, 조선대 3개교에 이어 2020년 단국, 부산, 서울, 전남, 전북 5개교의 평가인증을 진행하고 있다

## 조직
| 이사회 | 재심위원회 |                |                  |
| 이사회 | 실행위원회 |                |                  |
| 이사회 | 원장       | 사무국         | 평가인증지원팀   |
| 이사회 | 원장       | 사무국         | 연구지원팀       |
| 이사회 | 원장       | 각종위원회     | 교육위원회       |
| 이사회 | 원장       | 각종위원회     | 국제위원회       |
| 이사회 | 원장       | 각종위원회     | 시험위원회       |
| 이사회 | 원장       | 각종위원회     | 졸업후교육위원회 |
| 이사회 | 원장       | 각종위원회     | 인증기준위원회   |
| 이사회 | 원장       | 각종위원회     | 판정위원회       |
| 이사회 | 원장       | 평가인증사업단 | 인증관리위원회   |
| 이사회 | 원장       | 평가인증사업단 | 조율위원회       |
| 이사회 | 원장       | 평가인증사업단 | 방문평가단       |